# مبرهنة سلفستر-غالاي
في الهندسة الرياضية، تنص مبرهنة سلفستر غالاي (بالإنجليزية: Sylvester–Gallai theorem)‏ على أنه في حال وجد مجموعة منتهية من النقاط في المستوي فإن هذه النقاط إما أن:
1. تكون جميع النقاط واقعة على مستقيم واحد
2. يوجد مستقيم يحتوي تماماً اثنتين من هذه النقاط.

تم تقديم هذه المبرهنة من قبل جايمس جوزيف سلفستر في عام 1893، وبشكل منفصل من قبل بول إيردوس في عام 1943 ومن ثم برهنت من قبل تيبور غالاي في عام 1944.
هذه المبرهنة لا تنطبق على مجموعة غير منتهية من النقاط.

## وصلات خارجية
- Malkevitch, Joseph (2003). "A discrete geometrical gem". مؤرشف من الأصل في 2008-10-18.

- إيريك ويستاين، المستقيم العادي، ماثوورلد Mathworld (باللغة الإنكليزية).